# Min sköna tvättomat
Min sköna tvättomat (engelska: My Beautiful Laundrette) är en brittisk dramakomedi från 1985 i regi av Stephen Frears.
1999 placerade British Film Institute filmen på 50:e plats på sin lista över de 100 bästa brittiska filmerna genom tiderna.

## Rollista i urval
- Saeed Jaffrey - Nasser Ali
- Roshan Seth - Hussein "Papa" Ali
- Daniel Day-Lewis - Johnny Burfoot
- Gordon Warnecke - Omar Ali
- Derrick Branche - Salim Ali
- Shirley Anne Field - Rachel
- Rita Wolf - Tania Ali
- Souad Faress - Cherry Ali
- Richard Graham - Ghengis
- Stephen Marcus - Moose